# 四寸岩山
四寸岩山（しすんいわやま）は、奈良県黒滝村・川上村に跨る標高1,235.9 mの山。大峰山脈の北部に位置する。奈良百遊山に選定されている。
山体は大峰山脈の主稜線を構成し、大峯奥駈道のルート上にある。山頂の展望は南側が開けていて大天井ヶ岳や山上ヶ岳などが見える。山体の西側には1,100m程度まで林道が通っている。

## 画像

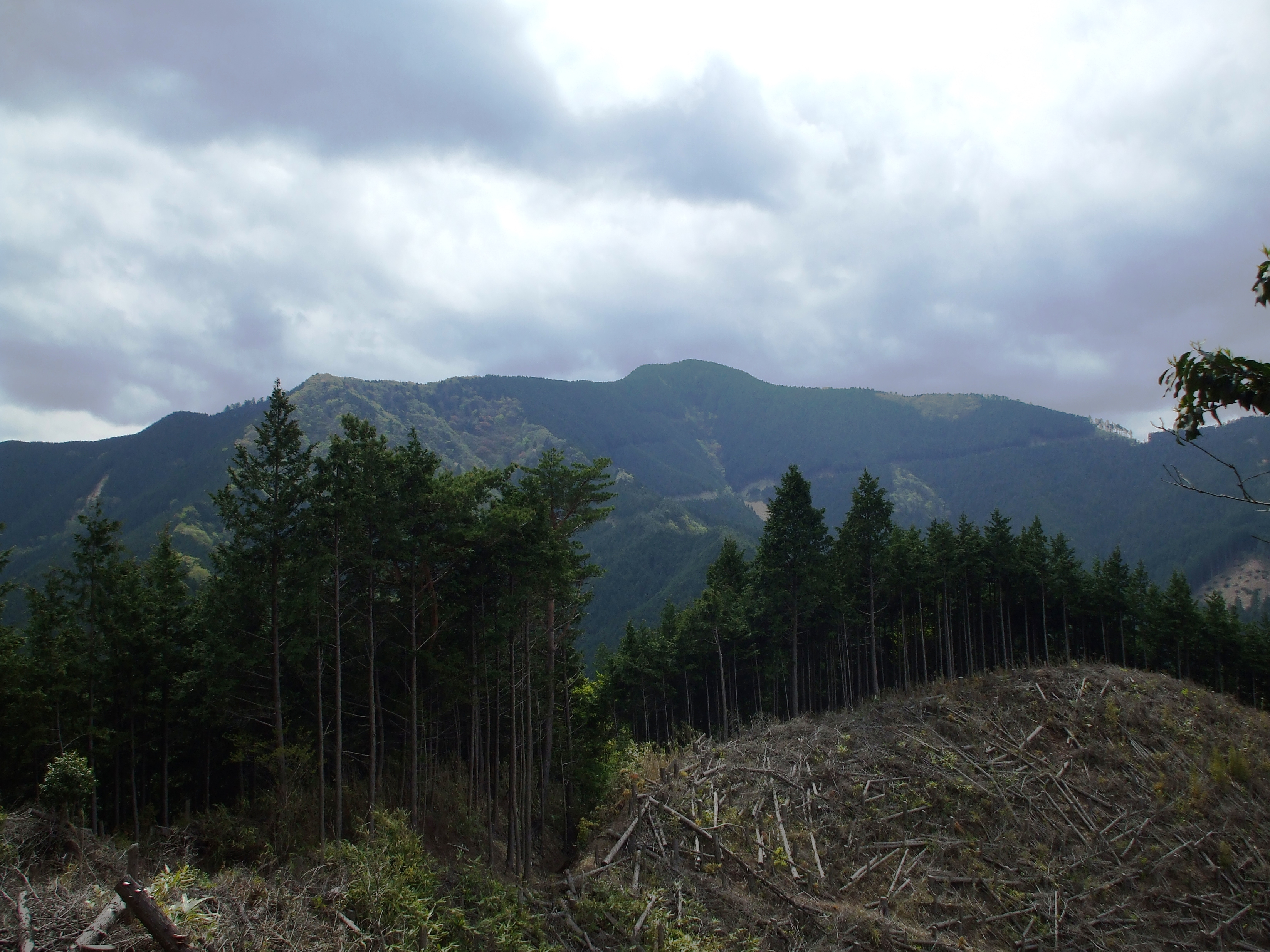
四寸岩山を北西から望む 山頂は写っていない
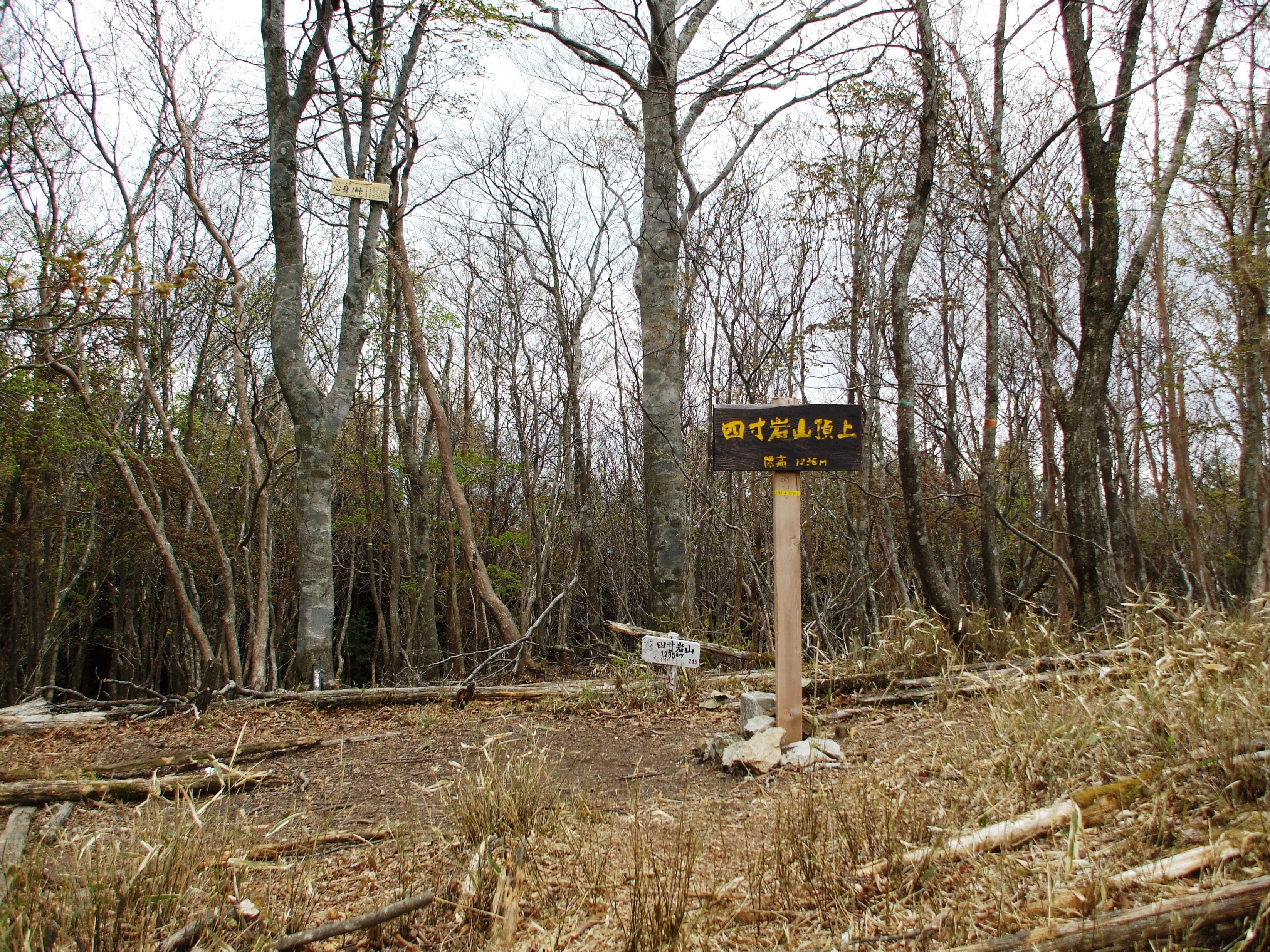
山頂
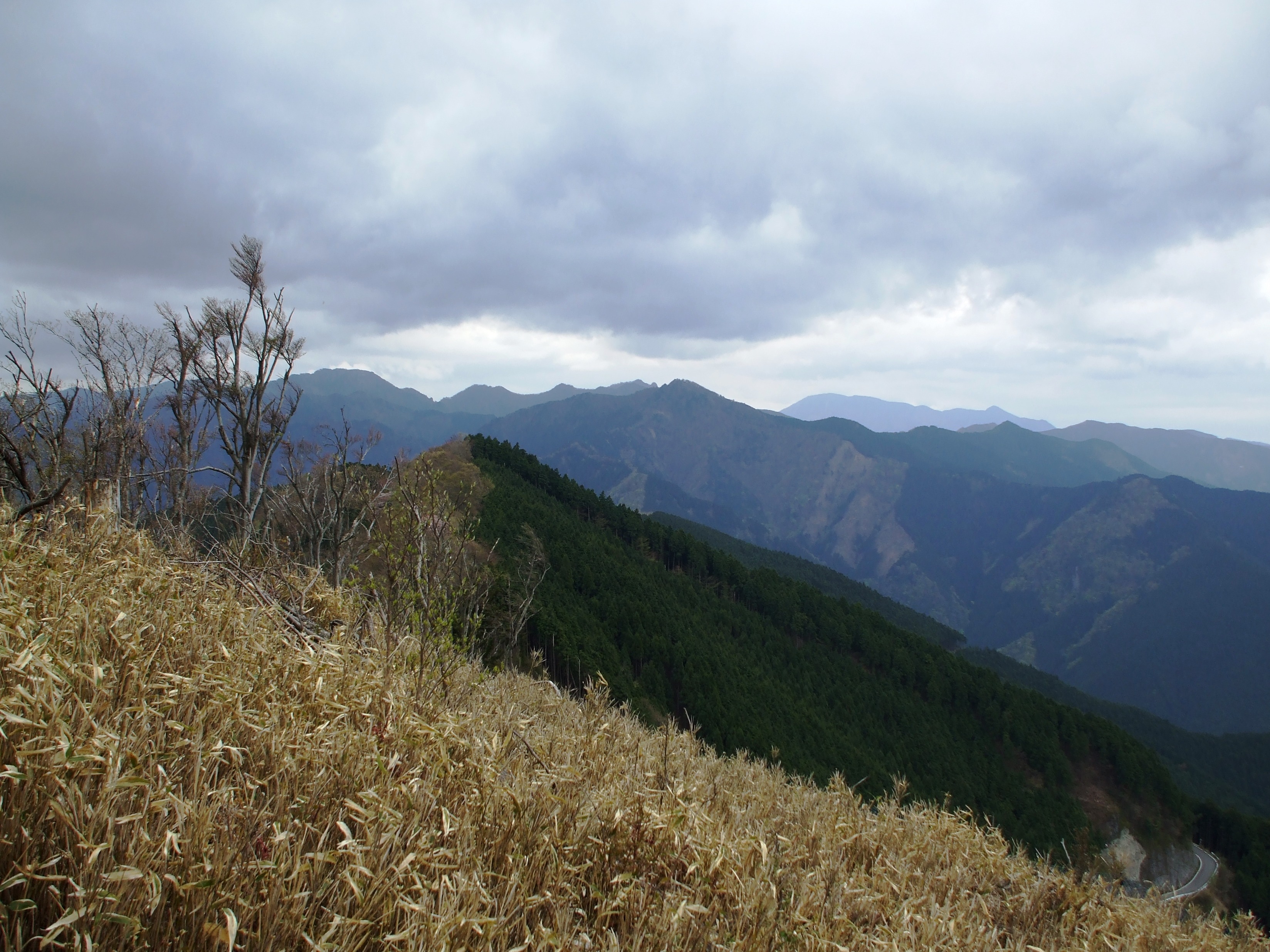
山頂から南の眺望 大峰山脈の主稜 中央に大天井ヶ岳
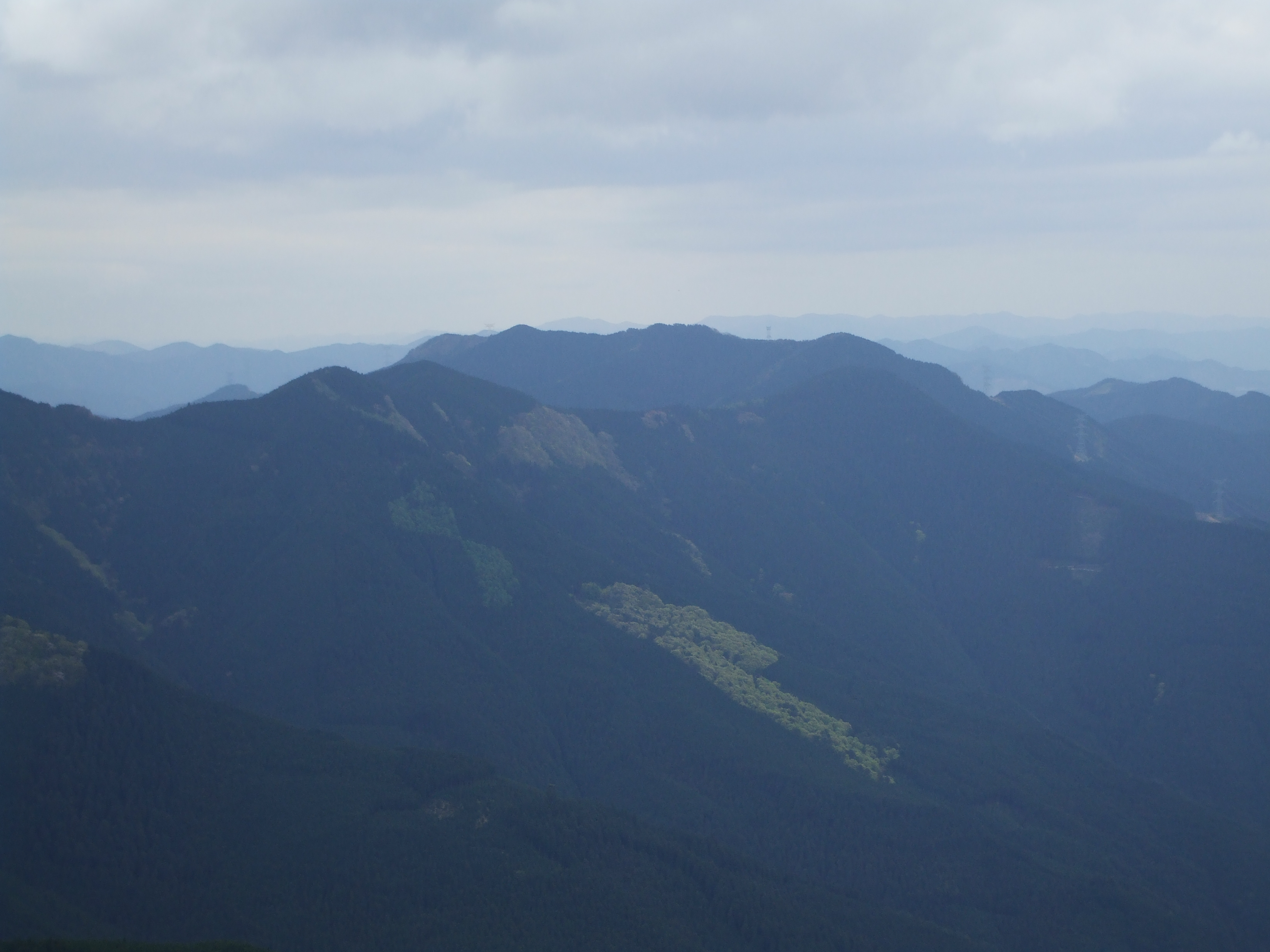
山頂から南西の眺望
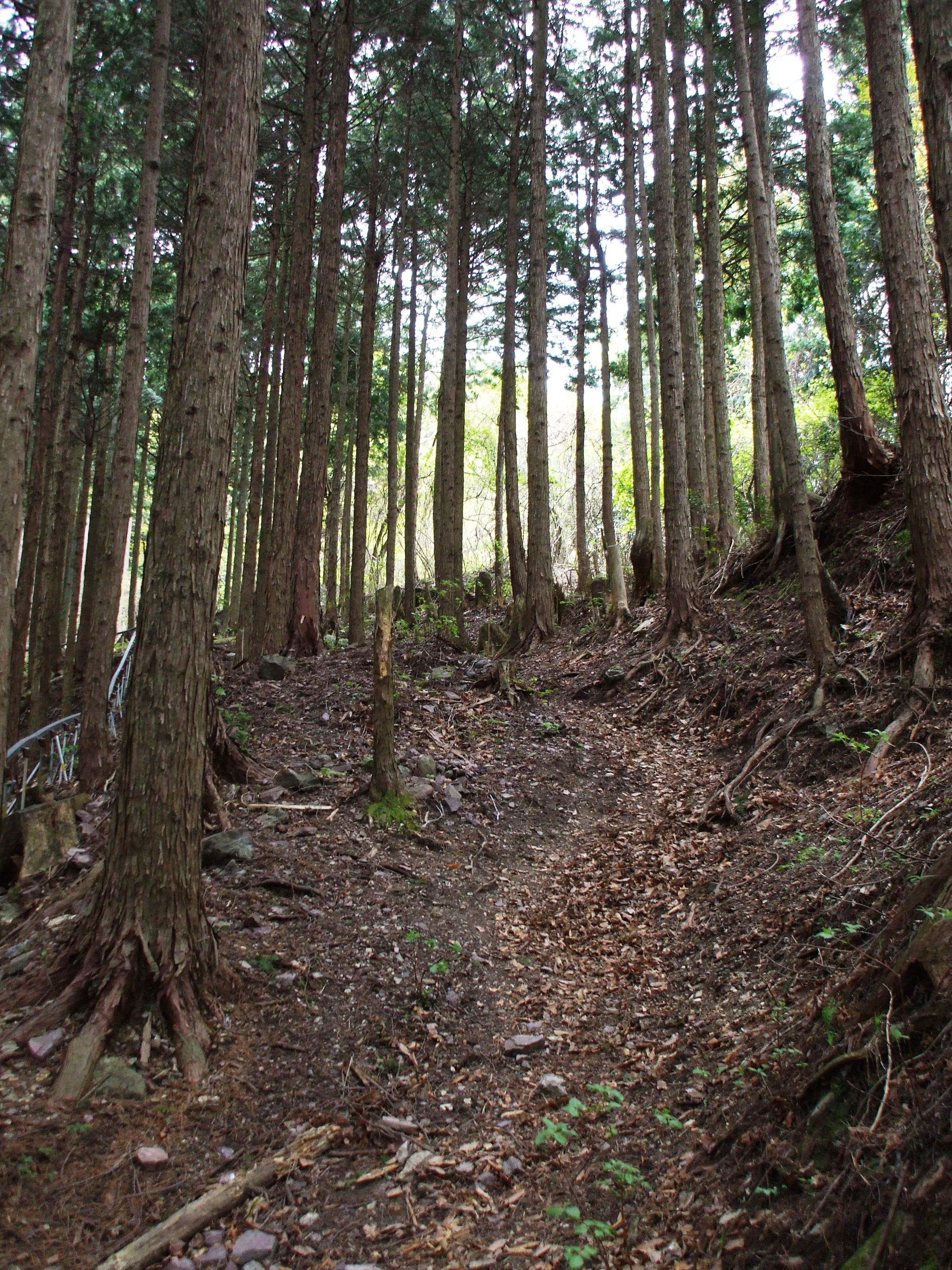
登山道